# 阿賀寿直
阿賀 寿直（あが ひさなお、1972年2月5日 - ）は、日本プロ麻雀協会に所属する競技麻雀のプロ雀士。東京都出身。

## 経歴
大学のサークルをきっかけに麻雀を始める。フリー雀荘で打てる相手がいなくなったことからプロ入りを決意し、2002年に日本プロ麻雀協会の第1期後期会員として入会した。第2期には協会の新人王戦で優勝を果たす。その後、協会の雀王戦では第6期に4位、第14期には2位の成績を収めている。日本プロ麻雀連盟主催のタイトル戦では、第12期マスターズ（2003年）にて3位、第38期王位戦（2012年）でも3位となった。
対局番組では「麻雀駅伝2017」の三人麻雀区間に出場するも、同区間では4人中4位に終わった。2020年には麻雀最強戦「プロ雀士ランキングベスト16大会」にて出場機会を得たが、1人勝ち抜けの予選C卓にて新井啓文に敗れている。

## 雀風・人物
高い打点を特徴とした攻撃型の雀風を持ち、「漢系信念派雀士」というキャッチフレーズが付けられている。また、株式会社セガのアーケードゲーム『セガネットワーク対戦麻雀MJ』のプレイヤー界隈では「ミスターMJ」と呼ばれるほど知名度の高いプロ雀士であり、麻雀大会を主催する活動も行っている。好きな麻雀役は純全帯么九・三色同順。趣味はバックギャモンとしている。血液型はO型。

## 獲得タイトル
- 新人王（第2期[1][3]）